# میراندا (قمر)
میراندا (به انگلیسی: Miranda) (mɨˈrændə) کوچکترین و داخلی‌ترین ماه اورانوس است.
این ماه توسط جرارد کوئی‌پر و در ۱۶ فوریه ۱۹۴۸ در رصدخانه مک‌دونالد کشف شد. نام این ماه از نام میراندا که در یک نمایشنامه شکسپیر حضور داشت، گرفته شده‌است. نام دیگر آن اورانوس ۵ است.

## کشف و نامگذاری
میراندا توسط جراردکوئی‌پر در ۱۶ فوریهٔ ۱۹۴۸ و با استفاده از تلسکوپ ۸۲ اینچ رصدخانهٔ مک‌دونالد کشف شد. حرکت آن به دور اورانوس در ۱ مارس ۱۹۴۸ تأیید شد. میراندا نخستین قمر اورانوس بود که در بازهٔ زمانی ۱۰۰ سال کشف شد. کوئی‌پر نام میراندا از نمایشنامهٔ طوفان اثر ویلیام شکسپیر را برای آن برگزید زیرا نام ۴ قمر پیشین اورانوس از شخصیت‌های نوشته‌های شکسپیر یا الکساندر پوپ انتخاب شده بود. این قمر همچنین به نام اورانوس ۵ (Uranus v) نیز شناخته می‌شود.

## مدار
از ۵ قمر کروی اورانوس، میراندا از همه به سطح اورانوس نزدیک‌تر است و تقریباً ۱۲۹٬۰۰۰ کیلومتر با سطح اورانوس فاصله دارد؛ حدوداً یک چهارم فاصلهٔ اورانوس تا دورترین حلقهٔ آن. دورهٔ گردش میراندا به دور سیاره حدوداً ۳۴ ساعت است که تقریباً با دورهٔ چرخش آن به دور خود برابر است و مانند قمر زمین (ماه) همواره یک طرف آن به سوی سیارهٔ مادر است.